# David Nugent
David James Nugent (* 2. Mai 1985 in Huyton, Knowsley, England) ist ein englischer Fußballspieler.

## Sportlicher Werdegang

### Vereinskarriere
Seine Jugendzeit verbrachte der Stürmer zunächst in der Akademie des FC Liverpool, bevor ihn diese aussortierte. Er setzte seine Ausbildung anschließend in der angesehenen Nachwuchsabteilung des FC Bury fort und kam im März 2002 gegen Port Vale im Alter von nur 16 Jahren für die erste Mannschaft in der dritten Liga als Einwechselspieler zum Einsatz. Trotz dieses vielversprechenden Starts konnte Nugent zunächst sein Talent nicht weiter auf dem Spielfeld entwickeln, was sich zu Beginn der Saison 2004/05 durch konstant gute Leistungen zum Positiven änderte. Dadurch empfahl er sich für einen Wechsel zu einem größeren Verein.
Besonders der Rivale FC Burnley liebäugelte mit einer Verpflichtung Nugents, der sich dann aber im Januar 2005 für einen Wechsel zum Zweitligisten Preston North End entschied – die Transfersumme betrug 100.000 Pfund. In seinen 32 Meisterschaftseinsätzen in der Saison 2005/06 schoss Nugent zehn Tore und erreichte mit seinem neuen Verein über den vierten Platz die Play-off-Spiele zum Aufstieg in die Premier League, wo er jedoch bereits im Halbfinale an Leeds United scheiterte. Trotz erneuter Wechselgerüchte spielte er auch in der Spielzeit 2006/07 ein weiteres Jahr in Preston, schoss 15 Treffer in 44 Spielen und empfahl sich dabei sogar für die englische Nationalmannschaft. Preston belegte in dieser Saison den siebten Rang.
Im Sommer 2007 verließ Nugent Preston North End. Nachdem sowohl der FC Sunderland als auch der FC Portsmouth Gebote im Bereich von sechs Millionen Pfund abgegeben hatten, wurde Nugent schließlich am 11. Juli 2007 anlässlich einer Pressekonferenz gemeinsam mit John Utaka als neuer Spieler des FC Portsmouth vorgestellt. Nur wenige Wochen nach dem Start der Saison 2007/08 äußerte sein neuer Trainer Harry Redknapp nach einem Ligapokalspiel, in dem Nugent sein erstes Tor für Portsmouth schoss, dass man vor Ablauf der Transferperiode zum 31. August 2007 bereits wieder zu einem Verkauf von Nugent bereit sei, da der Klub „einen Stürmer benötige, der 15 Tore pro Saison schießen könne“. Im Jahr 2008 gewann er mit Portsmouth den FA Cup.
Im Sommer 2009 wechselte er leihweise zum Ligakonkurrenten FC Burnley.
Am 13. Juli 2011 unterschrieb Nugent einen Dreijahresvertrag bei Leicester City. Nach insgesamt vier Jahren bei Leicester verließ er den Verein nach Auslauf seines Vertrages und unterschrieb beim FC Middlesbrough. Mit seinem neuen Team erreichte er in der Football League Championship 2015/16 als Vizemeister den Aufstieg in die Premier League.
Nach dem Verlust seines Stammplatzes in der Premier League 2016/17 entschied sich David Nugent im Januar 2017 zu einem weiteren Vereinswechsel und schloss sich dem Zweitligisten Derby County an. Zwei Jahre später verpflichtete ihn der Ligarivale Preston North End. Im Februar 2021 wurde er für den Rest der Saison 2020/21 an die Tranmere Rovers ausgeliehen.

### Englische Nationalmannschaft
Der ursprünglich auch für die irische Nationalmannschaft spielberechtigte Nugent begann seine Laufbahn in englischen Auswahlmannschaften als U-21-Nationalspieler, als er im Februar 2005 gegen Wales zum Einsatz kam. Sein erstes Tor schoss er am 15. August 2006 im vierten Spiel gegen Moldawien, das mit einem 2:2-Remis endete. Gemeinsam mit dem talentierten Arsenal-Spieler Theo Walcott bildete er am 6. September 2006 gegen die Schweiz die Sturmformation, schoss dort sein zweites Tor für die U-21-Auswahl und zog mit seinem Team durch den 3:2-Sieg ins Entscheidungsspiel zur Teilnahme an der Europameisterschaft 2007 in den Niederlanden ein. Auch unter dem neuen Trainer Stuart Pearce kam er weiter zum Einsatz und schoss bei dessen Einstand seinen dritten Treffer beim 2:2-Remis gegen Spanien.
Nachdem in der Öffentlichkeit über eine mögliche Nominierung für die A-Nationalmannschaft spekuliert worden war, bestätigte Steve McClaren am 19. März 2007, dass Nugent bereits unter verstärkter Beobachtung gestanden hatte und nominierte ihn schließlich als Ersatz für den verletzten Darren Bent von Charlton Athletic. Neun Tage später wurde er beim EM-Qualifikationsspiel gegen Andorra in Barcelona zu einem späten Zeitpunkt eingewechselt und beförderte in der letzten Spielminute einen Torschuss von Jermain Defoe noch endgültig zum 3:0-Endergebnis über die Torlinie.
Im Juni 2007 kam er bei der U-21-Europameisterschaft zum Zuge und erreichte in den Niederlanden mit seiner Mannschaft das Halbfinale.

## Wissenswertes
- Mit seinem ersten Einsatz für die englische A-Nationalmannschaft wurde Nugent zum ersten Spieler von Preston North End seit Tom Finney etwa 49 Jahre zuvor und zum ersten Zweitligaspieler nach David James (damals bei West Ham United aktiv) im Jahre 2003 – beschränkt auf Feldspieler sogar der erste Zweitligist nach Michael Gray vom FC Sunderland im Jahre 1999.
- Nugent ist einer von nur drei englischen Spielern, die über genau einen Länderspieleinsatz als Einwechselspieler verfügen und dabei einen Treffer erzielten – die beiden anderen Akteure waren Paul Goddard und Francis Jeffers.[8]